# Rowney Green
Rowney Green – wieś w Anglii, w hrabstwie Worcestershire, w dystrykcie Bromsgrove. Leży 26 km na północny wschód od miasta Worcester i 156 km na północny zachód od Londynu.